# QCad
QCad ist ein CAD-Programm für zweidimensionale Zeichnungen der Firma RibbonSoft, welches für Windows, macOS und Linux verfügbar ist. Es wird sowohl in einer proprietären, lizenzkostenpflichtigen Professional-Edition, als auch in einer sogenannten Community-Edition im Quelltext als freie Software unter der GPL vertrieben. Die Professional-Edition bietet zusätzliche Funktionen sowie Unterstützung für das DWG Format. QCad wird derzeit als das umfangreichste freie CAD-Programm angesehen. QCad wird auch für CNC-Fräsen verwendet.
Der Hauptentwickler von QCad ist Andrew Mustun. Als er mit der Entwicklung begann, war QCad ein Teil seines CAM-Systems namens CAM Expert. Mit der Zeit verfügte CAM Expert jedoch über viele eigene CAD-Funktionen. Somit war es sinnvoll, QCad im Oktober 1999 als eigenes Programm abzusplitten. Einige Zeit später legte er den Quelltext von QCad jedem unter den Bedingungen der GPL offen. Im März 2002 wurde mit der Entwicklung von QCad 2 begonnen, das Dokumente in das Format DXF 2000 (AC1015) exportieren kann. QCad 3 wurde im Juli 2012 veröffentlicht und bietet eine sehr komplette Skriptschnittstelle und Unterstützung für das DWG-Dateiformat.

## Funktionsumfang
QCad bietet etwa 40 Konstruktions- und 20 Modifikationswerkzeuge für Punkte, Linien und Bögen, Kreise, Ellipsen, Splines, Polylinienzüge, Texte, Bemaßungen und Schraffuren. Maßstabgetreues Drucken, Objekt-Fang, Symbolbibliothek und Mess-Werkzeuge gehören ebenfalls zum Funktionsumfang.
Als Dateiformat verwendet QCad DXF. Die zu verwendende Maßeinheit kann zwischen dem metrischen und britischen Einheitensystem umgeschaltet werden.
Das Zeichnen bzw. die Konstruktion in QCAD ist Ebenenbasiert. Das heißt, einzelne Teile oder Objekte werden in unterschiedlichen Ebenen dargestellt und können somit verschiedene Eigenschaften besitzen, separat verschoben oder auch ausgeblendet werden. Mehrere Ebenen können dann wiederum in Blöcken (Gruppierungen), die zum Beispiel einer funktionalen Baugruppe entsprechen, zusammengefasst werden.
Zusätzlich bietet QCAD auch Teilebibliotheken mit über 7400 CAD-Symbolen und Teilen ab QCAD Version 3 zum Download an. Es gibt verschiedene Bibliotheken für die Bereiche Architektur, Chemie, Hydraulik, Karten, Elektrik, Elektronik, Maschinenbau und Prozessmanagement.